# Amrocks

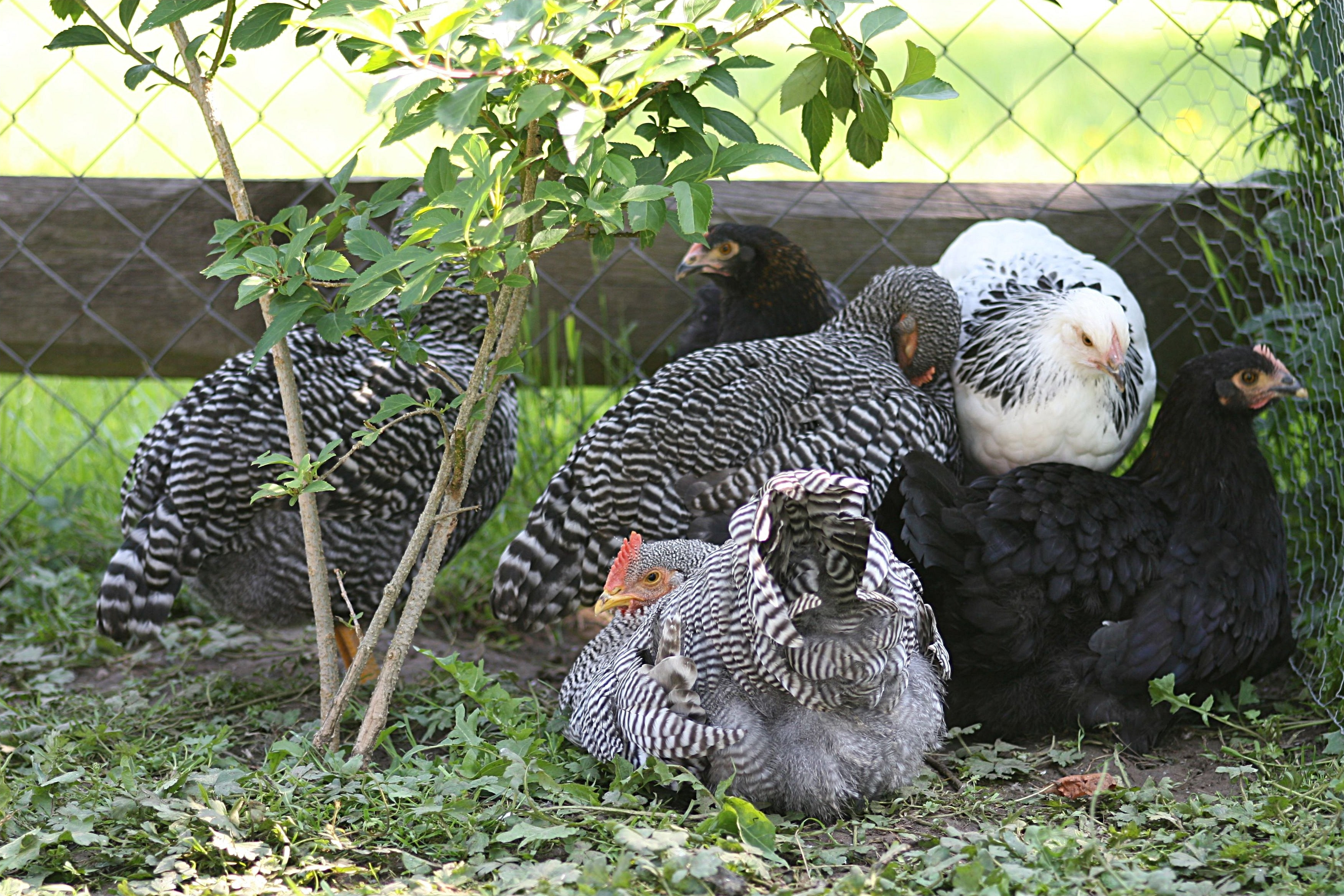
En grupp amrocks-höns.

Amrocks är en tung hönsras som härstammar från USA. Den framavlades i slutet av 1800-talet. Hönsraser som användes i framavlandet av amrocks var bland annat svart kochin och dominikaner. Amrocks är en god köttras och en bra värphöna, men används idag främst som utställningsras. Den finns både som stor ras och som dvärgvariant. Dvärgvarianten av rasen är framavlad i Tyskland.
En höna väger 2,5-3 kilogram och en tupp väger 3-4 kilogram. För dvärgvarianten är vikten för en höna omkring 900 gram och för en tupp omkring 1 kilogram. Äggen av en stor höna har en brun till brungulaktig skalfärg och väger ungefär 58 gram. Dvärgvariantens ägg har brungul skalfärg och väger omkring 40 gram.
Rasen finns bara i en färgvariant, tvärrandig (i svart och vitt). Den har ett livligt temperament för att vara en tung hönsras.

## Färger
- Tvärrandig